# بیور بی شرقی (مینه‌سوتا)
بیور بی شرقی (به انگلیسی: East Beaver Bay) یک منطقهٔ مسکونی در ایالات متحده آمریکا است که در شهرستان لیک، مینه‌سوتا واقع شده‌است. بیور بی شرقی ۴۰ نفر جمعیت دارد و ۲۰۲٫۰۸ متر بالاتر از سطح دریا واقع شده‌است.